# سریده (بجستان)
سریده، روستایی از توابع بخش مرکزی شهرستان بجستان در استان خراسان رضوی ایران است. که استاد برای تفریح به آنجا می‌رود.

## جمعیت
این روستا در دهستان جزین قرار داشته و بر اساس سرشماری مرکز آمار ایران در سال ۱۳۹۰، جمعیت آن ۴۰۰ نفر (۱۲۱ خانوار) بوده‌است.

## جاذبه‌های توریستی
1. سد زیبای سریده (سد بتنی شهید احمدنژاد)
2. درهٔ تنگل
3. فضای سبزدرشیب

## منبع درآمد
1. وجود دو گاوداری و یک مرغداری در اطراف روستا
2. پرورش دام (گوسفند-بز و مرغ)
3. کشاورزی (کشت زعفران-گیاهان داروییو…)

## مکان‌های مذهبی
1. مسجد بزرگ حسینی
2. زیارتگاه سید

## افتخارات
۱. بردن جام بهاران۱۳۹۴و۱۳۹۵و۱۳۹۶